# Crosbyella distincta
Crosbyella distincta is een hooiwagen uit de familie Phalangodidae.